# كريس أروسميث
كريس أروسميث (بالإنجليزية: Chris Arrowsmith)‏ هو راكب الكنو بريطاني، ولد في 9 نوفمبر 1966.

## وصلات خارجية
- كريس أروسميث على موقع أوليمبيديا (الإنجليزية)